# Manuel de Ágreda
Manuel de Ágreda Ortega (Haro, 25 de diciembre de 1772-Madrid, 10 de febrero de 1843) fue un escultor español.

## Biografía
Natural de Haro, era hijo de Manuel de Ágreda Ilarduy, arquitecto de gran reputación en la región, y hermano del también escultor Esteban. A los diecisiete años, se presentó a los premios de escultura ofrecidos por la Real Academia de San Fernando y obtuvo el segundo de la tercera clase. En la edición de 1805 se hizo con el primero de la primera clase. En octubre de 1827 fue nombrado individuo de mérito de dicha corporación gracias a un bajo relieve, El abandono de las hijas del Cid por los Condes de Carrión.
A partir de entonces, se dedicó a la impartición de clases en la Real Academia de Bellas Artes. En colaboración con José Tomás, labró el escudo alegórico que se colocó en la puerta de Atocha con motivo de la entrada de Fernando VII en Madrid, así como cuatro estatuas simbólicas para el arco del Real Consulado de Madrid. Colaboró también en varios monumentos más.
Con María Cruz de Madariaga, su esposa, tuvo varios hijos que, si bien estudiaron como él en la Real Academia de Bellas Artes, no se fraguaron un nombre tan importante como el suyo o el de su hermano.
Quedó inhabilitado para el trabajo docente por una grave enfermedad y falleció en Madrid el 10 de febrero de  1843, a los setenta años de edad.